# Glockhaus (Ötztalalperna)
Glockhaus är ett berg i Österrike. Det ligger i bergsområdet Ötztalalperna i distriktet Landeck och förbundslandet Tyrolen, i den västra delen av landet. Toppen på Glockhaus är 3 101 meter över havet.
Den högsta punkten i närheten är Watzespitze, 3 532 meter över havet, 9,6 km nordost om Glockhaus.
Trakten runt Glockhaus består i huvudsak av kala bergstoppar.